# Macchina autoreplicante
Una macchina autoreplicante è un costrutto artificiale che è teoricamente capace in modo autonomo di produrre una copia di se stesso usando materiali grezzi presi dall'ambiente.
Il concetto di macchine autoreplicanti è stato avanzato ed esaminato da Homer Jacobsen, Edward F. Moore, Freeman Dyson, John von Neumann e più recentemente da Kim Eric Drexler nel suo libro sulla nanotecnologia, da Robert Freitas, da Ralph Merkle e da Frank Tipler.
Von Neumann ha anche lavorato su ciò che è chiamato "Costruttore universale", una macchina autoreplicante che opererebbe in un ambiente di automi cellulari.
Un esempio di macchine autoreplicanti sono le stampanti 3D del progetto RepRap, in grado di produrre molte delle parti con cui sono costruite.